# Frank Lee Woodward
Pour les articles homonymes, voir Woodward.
Frank Lee Woodward, né le 13 avril 1871 à Saham Toney (Norfolk) et mort le 27 mai 1952 à Beaconsfield (Tasmanie), est un bouddhiste et théosophe britannique.

## Vie et œuvre
Woodward est né le 13 avril 1871 à Saham Toney ; il est le troisième fils de William Woodward et de Mary Elizabeth Ann Lee. Son père, pasteur, lui donne d'abord cours, puis il fréquente l'internat de Christ's Hospital (Sussex de l'Ouest). Il étudie les lettres classiques au Sidney Sussex College de Cambridge et obtient sa maîtrise ès arts (M.A.) en 1902. Il est ensuite professeur dans plusieurs Public Schools en Angleterre.
En 1902, il adhère à la Société théosophique d'Adyar, obtenant, en 1903, le poste de doyen du Mahinda College fondé par Henry Steel Olcott à Galle à Ceylan, maintenant le Sri Lanka. Jusqu'en 1919, il est aussi actif comme traducteur de textes bouddhiques pour la Pali Text Society. En 1919, il déménage à Launceston (Tasmanie), où il poursuit ses études bouddhiques et la traduction de textes pâli en anglais.

## Publications
- The Buddhist doctrine of reversible merit, Galle Buddha-Dhamma-Sangama, Colombo, 1911
- Pictures of Buddhist Ceylon and other papers, Theosophical Publishing House, Adyar, 1914
- Gotama the Buddha, Vasanta Book Depot, Madras, 1924
- Francis Bacon and the Cipher story, Theosophical Publishing House, Adyar, 1932

Traductions
- The Buddha's Path of Virtue (Dhammapada), Theosophical Publishing House, London & Madras, 1921

## Source
- (de) Cet article est partiellement ou en totalité issu de l’article de Wikipédia en allemand intitulé « Frank Lee Woodward » (voir la liste des auteurs).